# Nya lögner
Nya lögner var en gemensam produktion av Bullen, Nya tider, Rederiet, Skilda världar, Tre kronor, Vita lögner och Vänner och fiender och sändes på SVT1, TV3, TV4 och Kanal 5 på nyårsafton 1999. I "Nya Lögner" får man följa "Madeleine Boisse de Blaques" jakt på en okänd kärlek. Hennes enda ledtråd är ett hörn av kuvert. Avsnittet räknas som kanon[källa behövs] till TV-serierna. För regin stod Erland Beskow, manus skrevs av Annika Stenlund och Göran Everdahl.

## Handling
Programmet börjar med Madeleine Boisse de Blaques brevfilm till TV-programmet Bullen om när hon blev kär i en okänd person på Stockholms centralstation efter mellandagsrean. Hon plockar upp ett kuvert från sin kärlek. Hon bestämmer träff med Mikaela Malm på Blå valvet där hon träffar sin halvbror, Daniel Toivonen. Mikaela ger henne rådet att besöka Goda Tider där hon träffar sin halvfarbror Tom Bovalius. På Goda Livet ger Linn Westin henne rådet att gå till pappersinsamlingen med kuveret. Hon besöker Mimmi Gustavssons frisörssalong där hon diskuterar om kärleken i sitt liv med kunderna. På frisörssalongen ger Rebecka Bovallius henne rådet att gå till advokat Carl Gripenhielm.
På advokatkontoret tror Carl att hon är ute efter hans dotter Anna och sätter in henne i en skrubb. Hon vaknar med minnesförlust vid ett frukostbord efter att Karin Toivonen hittat henne i en skrubb. Madeleine visar kuveret för Morgan Engström vid frukostbordet som påminner sig att det kommer från Dahléns. Madeleine beger sig till M/S Freja där hon träffar Sten Frisk som visar henne till kaptenen Mona Kjellgren och får reda på att de tillsammans med Jörgen Sjölinder har tagit över verksamheten. Sten, Mona och Jörgen diskuterar i kaptenshytten om deras kriminella bakgrunder. Mona tar hand om kuveret och säger till Madeleine att det var en inbjdan till läkarbanketten.
I mässen på M/S Freja kommer Göran Fridell och frågar efter Uno Kronkvist. Madeleine känner igen Göran och förstår att det är honom som hon blev kär i, men han visar inget intresse. Programmet avslutas med att Madeleine frågar Bullen vad hon ska göra då hon är kär i den elakaste personen hon träffat.

## Rollista
| Skådespelare         | Roll                       | TV-serie           |
| -------------------- | -------------------------- | ------------------ |
| Josephine Bornebusch | Madeleine Boisse de Blaque | Rederiet           |
| Bengt Dahlqvist      | Daniel Toivonen            | Skilda världar     |
| Anna Järphammar      | Mikaela Malm               | Vita lögner        |
| Martin Forsström     | Felix Svensson             | Rederiet           |
| Hampus Björck        | Mikael Toivonen            | Skilda världar     |
| Anton Körberg        | Adam Frick                 | Vita lögner        |
| Matti Berenett       | Tom Bovallius              | Skilda världar     |
| Sanna Ekman          | Linn Westin                | Nya tider          |
| Ing-Marie Carlsson   | Mimmi Gustavsson           | Tre kronor         |
| Nina Gunke           | Rebecka Bovallius          | Skilda världar     |
| Anna Hansson         | Pernilla Sundin            | Vänner och fiender |
| Peder Falk           | Carl Gripenhielm           | Nya tider          |
| Christer Söderlund   | Gustav Jacobsson           | Skilda världar     |
| Pia Oscarsson        | Karin Toivonen             | Skilda världar     |
| Johan Hedenberg      | Morgan Engström            | Skilda världar     |
| Per Ragnar           | Sten Frisk                 | Tre kronor         |
| Regina Lund          | Mona Kjellgren             | Rederiet           |
| Eric Donell          | Jörgen Sjölinder           | Vänner och fiender |
| Hans V. Engström     | Uno Kronkvist              | Rederiet           |
| Rune Sandlund        | Göran Fridell              | Vita lögner        |